# Lanius borealis
A Lanius borealis a madarak osztályának verébalakúak (Passeriformes) rendjén belül a gébicsfélék (Laniidaee) családjába tartozó faj.

## Rendszerezése
A fajt Nicholas Aylward Vigors francia ornitológus írta le 1808-ban. 
Egyes szervezeteknél a nagy őrgébics (Lanius excubitor) alfaja Lanius excubitor borealis néven, akkor alfajai is oda tartoznak. A nagy őrgébicsről 2017-ben választották le és akkortól kezelik különálló fajként.

## Alfajai
- Lanius borealis sibiricus - Szibéria keleti része és Mongólia északi része
- Lanius borealis bianchii - Szahalin és a Kuril-szigetek
- Lanius borealis mollis - az Altáj-hegység vidéke és északnyugat-Mongólia
- Lanius borealis funereus - a Tien-san hegység és nyugat-Kína
- Lanius borealis borealis - Kanadában Ontario és Québec tartományokban a Hudson-öböl környéke
- Lanius borealis invictus - Alberta északi része, Brit Columbia, Alaszka és a Csukcs-félsziget Szibériában  [2]

## Előfordulása
Kanada, az Amerikai Egyesült Államok, Észak-Korea, Dél-Korea, Kína, Japán, Kazahsztán, Mongólia és Oroszország területén honos.
Természetes élőhelyei a tűlevelű erdők, mérsékelt övi erdők és gyepek, szubtrópusi és trópusi sivatagok, gyepek, szavannák és cserjések, folyók és patakok környéken, sziklás környezetben. Vonuló faj.

## Természetvédelmi helyzete
Az elterjedési területe rendkívül nagy, egyedszáma pedig stabil. A Természetvédelmi Világszövetség Vörös listáján nem fenyegetett fajként szerepel.

## További információ
- Képek az interneten a fajról
- Xeno-canto.org - a faj hangja és elterjedési területe